# Ō̧̂
Cette page contient des caractères spéciaux ou non latins. S’ils s’affichent mal (▯, ?, etc.), consultez la page d’aide Unicode.
Ō̧̂ (minuscule : ō̧̂), appelé O macron accent circonflexe cédille, est un graphème et une lettre additionnelle de l’alphabet latin utilisée pour la translitération du grec. Elle est composée d’un O, d’une cédille, d’un macron et d’un accent circonflexe.

## Utilisation
Le ō̧̂ est utilisé par certains auteurs comme translittération latin de l’oméga circonflexe et iota souscrit ‹ ῷ › grec.
La Bibliothèque nationale de France l’utilise notamment dans la romanisation du grec suivant la ISO 843 dans son catalogue, par exemple dans la translittération ‹ E᾿i zō̧̂on tò katà gastrós › de Εἰ ζῷον τὸ κατὰ γαστρός.

## Représentations informatiques
Le O macron accent circonflexe cédille peut être représenté avec les caractères Unicode suivants : 
- précomposé et normalisé NFC (latin étendu A, diacritiques) :

| formes    | représentations | chaînes de caractères | points de code       | descriptions                                                                                              |
| --------- | --------------- | --------------------- | -------------------- | --- |
| capitale  | Ō̧̂               | Ō◌̧◌̂                   | U+014C U+0327 U+0302 | lettre majuscule latine o macron et accent circonflexe diacritique cédille diacritique accent circonflexe |
| minuscule | ō̧̂               | ō◌̧◌̂                   | U+014D U+0327 U+0302 | lettre minuscule latine o macron et accent circonflexe diacritique cédille diacritique accent circonflexe |

- décomposé et normalisé NFD (latin de base, diacritiques) :

| formes    | représentations | chaînes de caractères | points de code              | descriptions                                                                             |
| --------- | --------------- | --------------------- | --------------------------- | ---------------------------------------------------------------------------------------- |
| capitale  | Ō̧̂               | O◌̧◌̄◌̂                  | U+004F U+0327 U+0304 U+0302 | lettre majuscule o diacritique cédille diacritique macron diacritique accent circonflexe |
| minuscule | ō̧̂               | o◌̧◌̄◌̂                  | U+006F U+0327 0304 U+0302   | lettre minuscule o diacritique cédille diacritique macron diacritique accent circonflexe |

## Sources
- Bibliothèque nationale de France, « Translittération du grec », sur Kitcat : portail d’aide au catalogage de la BnF